# Dirk III van Valkenburg
Dirk III van Valkenburg (ca. 1270 - waarschijnlijk 16 juni 1305) was een middeleeuws ridder uit het adellijke Huis Valkenburg-Heinsberg. Hij was heer van Valkenburg en Monschau tussen 1302 en 1305. Op 25 juni 1303 verkrijgt hij van de stad Keulen het erfelijke burgerrecht en een, in mannelijke lijn erfelijk leen, waartegen Dirk zich verplicht tot krijgshulp aan de stad. In 1305 verkrijgt Dirk tegen betaling van 1400 ponden het schoutambt van Keulen van de roomse koning Albrecht I van Habsburg. Lang heeft Dirk niet zijn functies kunnen uitvoeren, want nog hetzelfde jaar overlijdt Dirk kinderloos en volgt zijn broer Reinoud van Valkenburg hem op.